# Deutsche Alpenstraße

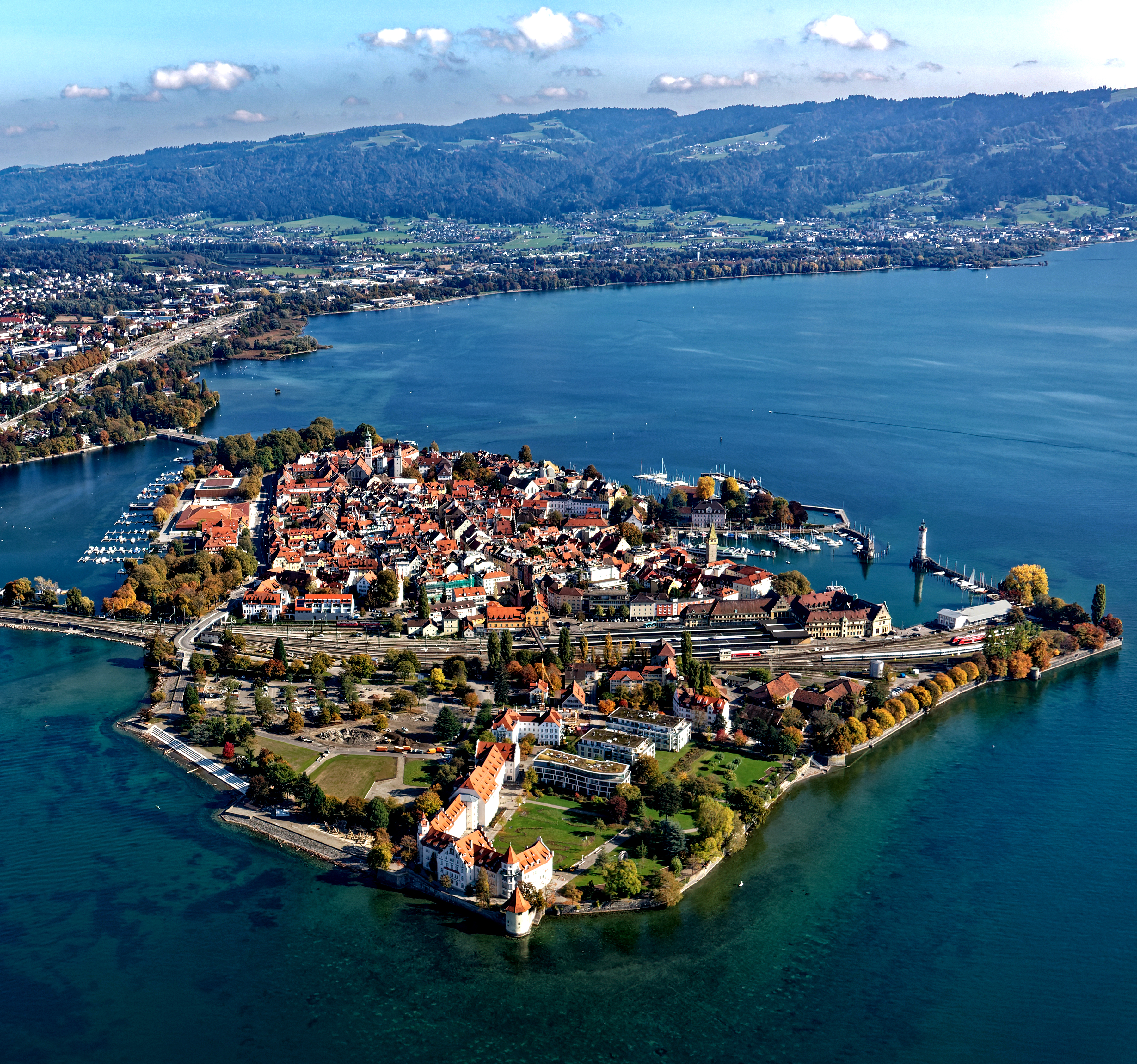
Lindau ist der Ausgangspunkt der Deutschen Alpenstraße.

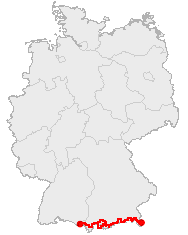
Verlauf der Deutschen Alpenstraße

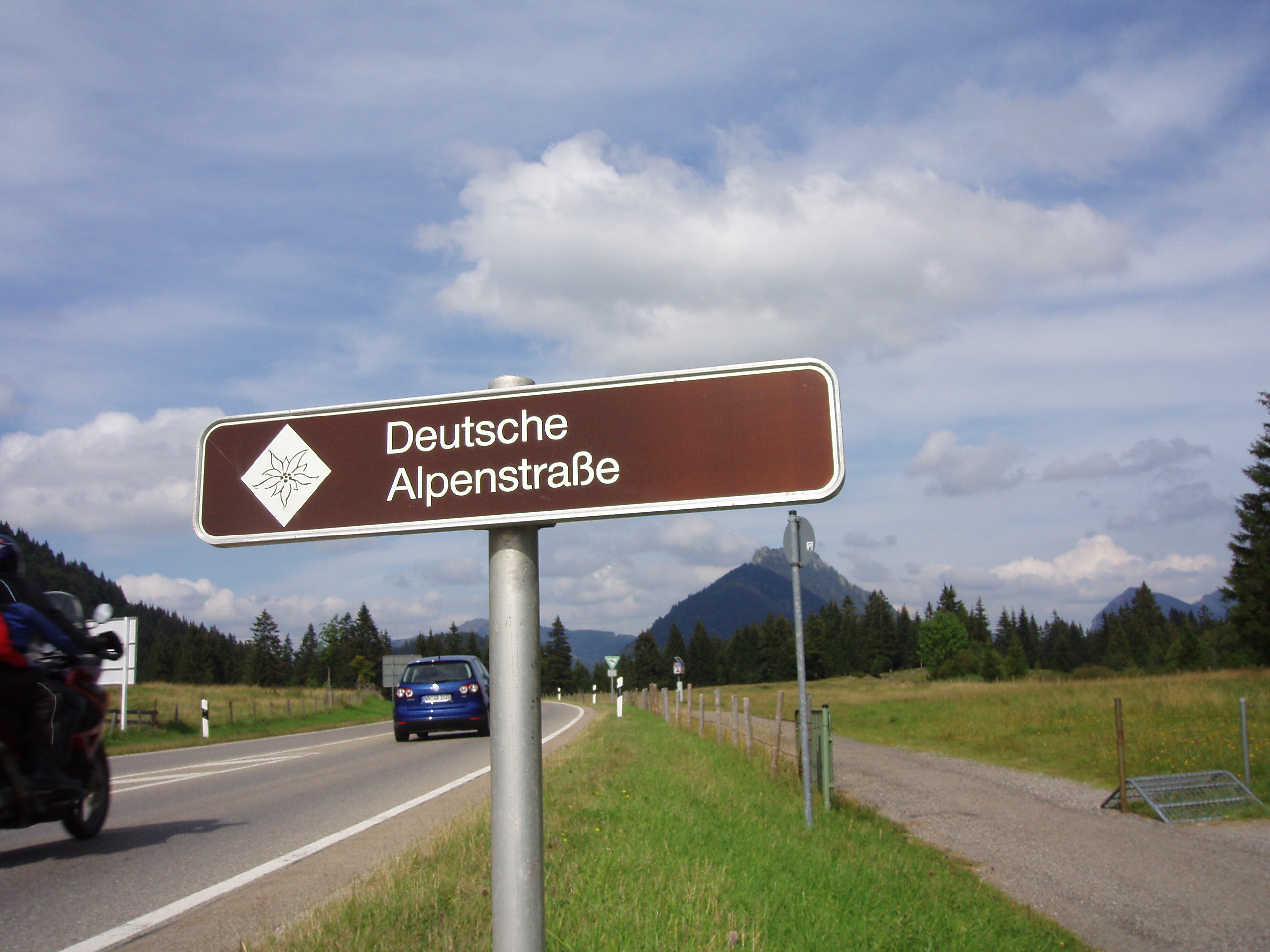
Deutsche Alpenstraße bei Oberjoch

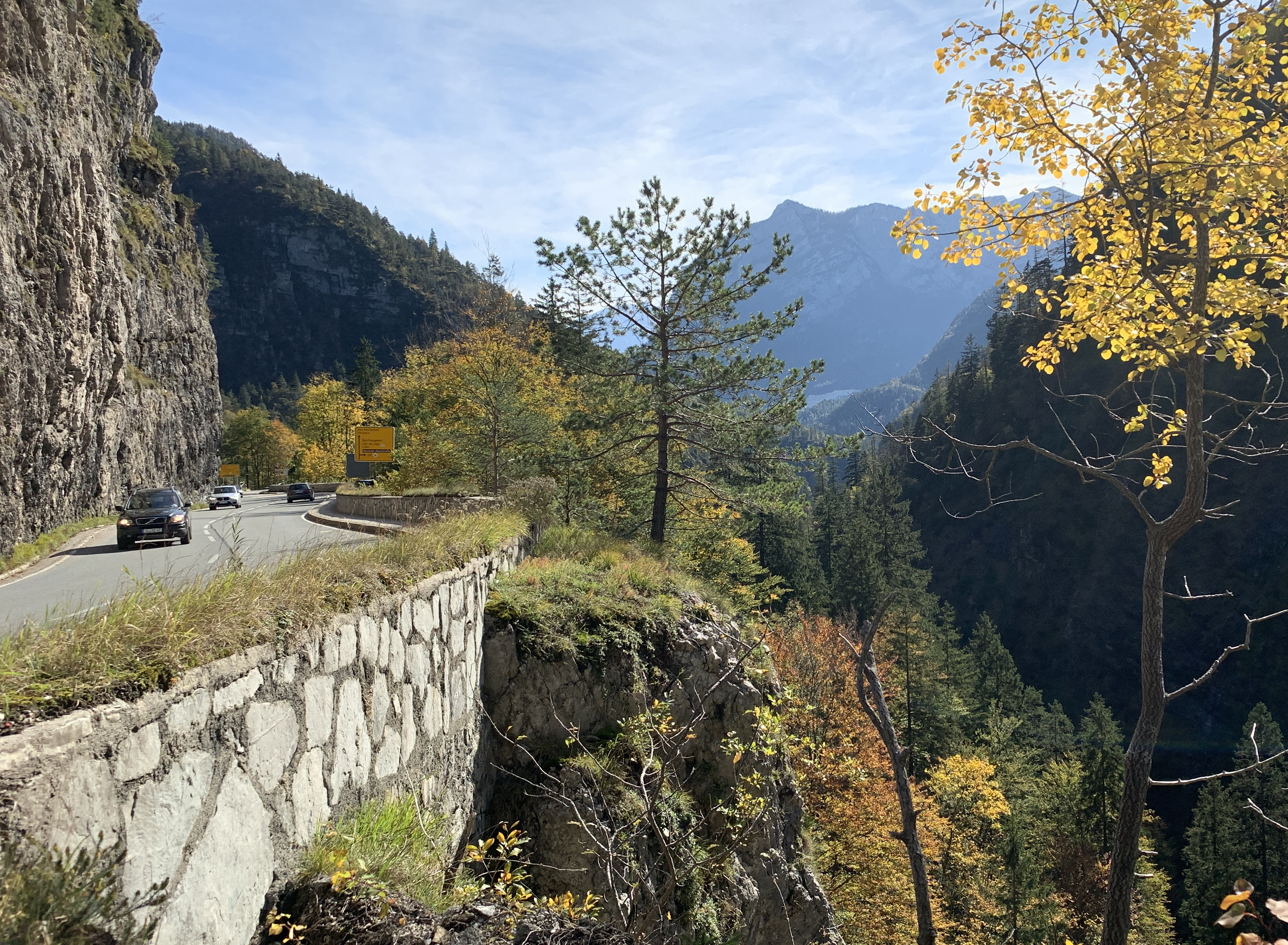
B 305 im Landkreis Berchtesgadener Land (Gemeinde Schneizlreuth)

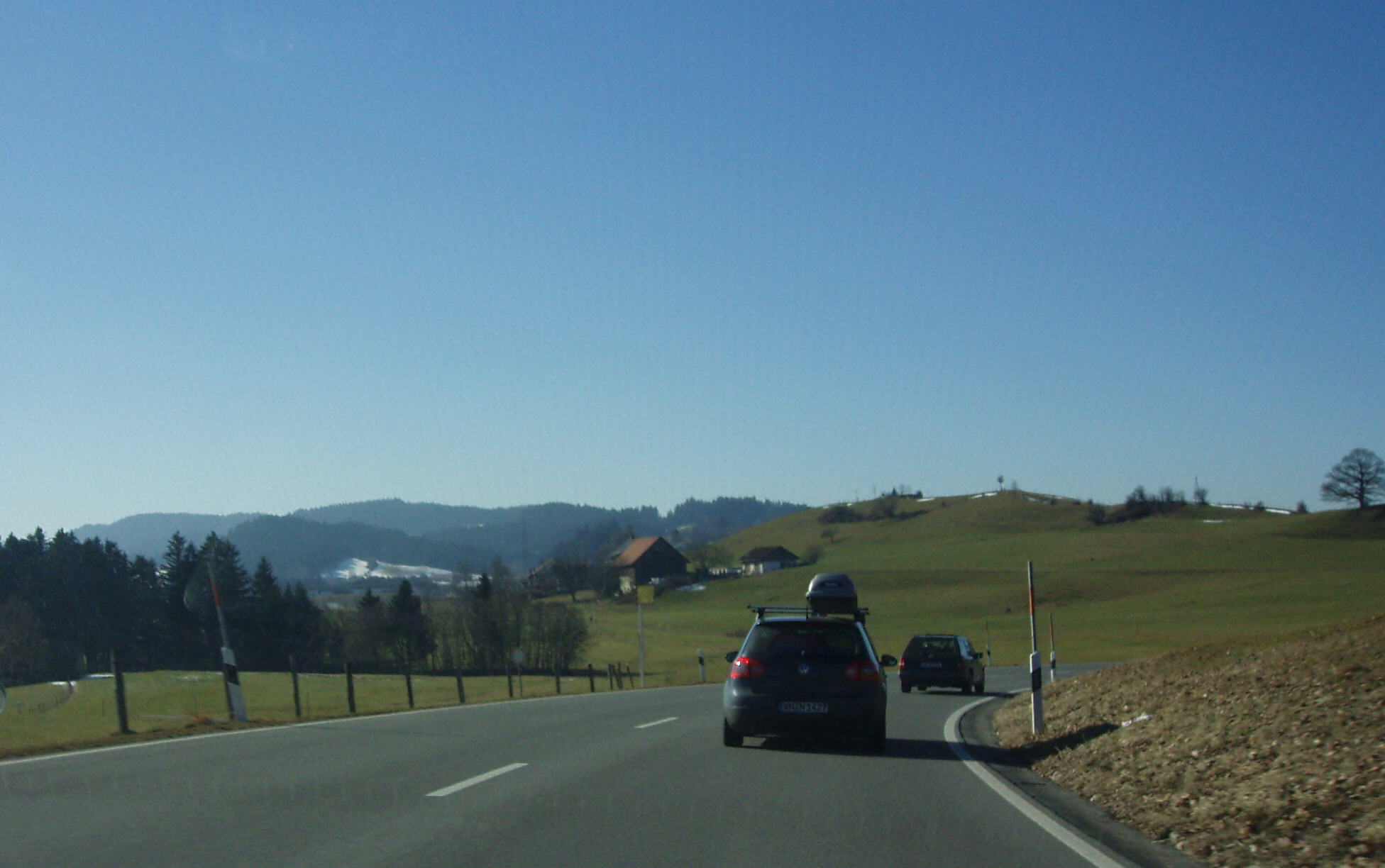
Die Queralpenstraße

Die Deutsche Alpenstraße, umgangssprachlich auch Queralpenstraße genannt, ist eine Ferienstraße, die fast ausschließlich durch die Bayerischen Alpen in Deutschland führt. Die landschaftlich reizvolle Strecke führt über circa 484 km in West-Ost-Richtung vom Bodensee ins Berchtesgadener Land. Sie wird als älteste Ferienstraße Deutschlands bezeichnet.

## Verlauf
Von Lindau (Bodensee) verläuft die Straße unter anderem durch Oberstaufen und durch das Konstanzer Tal vorbei am Großen Alpsee nach Immenstadt und dann durch einen Teil des Illertals nach Sonthofen und durch das Tal der Ostrach nach Bad Hindelang. Von hier führt sie über den Oberjochpass (1178 m ü. NN) hinauf nach Oberjoch und zweigt dort nach Unterjoch ab. Entlang der Wertach gelangt sie nach Wertach und vorbei am Grüntensee nach Nesselwang. Durch Pfronten und entlang des Weißensees passiert sie bei Füssen und Schwangau den Forggensee und etwas später den Bannwaldsee. Danach führt sie über Steingaden und Oberammergau nach Farchant und im Tal der Loisach nach Garmisch-Partenkirchen.
Vorbei am Barmsee führt die Straße über Krün und Benediktbeuern nach Bad Tölz, dann durch das Isartal zum Sylvensteinsee. Nach zwei kurzen Teilstücken über österreichisches Staatsgebiet (mautfrei) verläuft die Straße weiter über den Achenpass (941 m ü. NN), dann entlang der Weißach nach Rottach-Egern und damit zum Tegernsee. Am Ostufer des Sees entlang, durch die Stadt Tegernsee und über Gmund und Hausham, führt sie nach Schliersee am gleichnamigen See. Anschließend verläuft sie durch Bayrischzell und über den Sudelfeldpass (1123 m ü. NN) zum Wasserfall Tatzelwurm. Von dort geht es hinunter in das Inntal nach Niederaudorf, weiter durch Flintsbach am Inn, Brannenburg und den Inn querend nach Nußdorf.

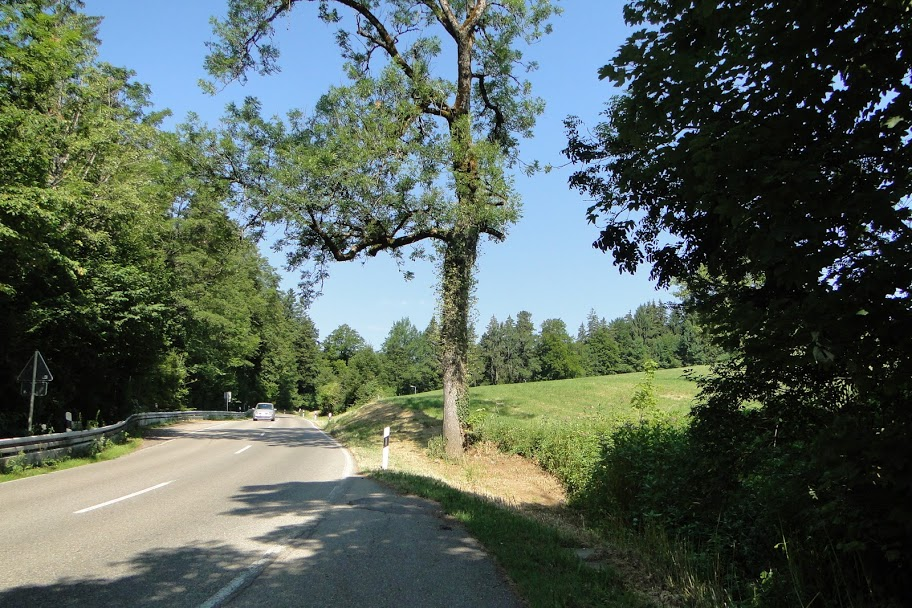
Deutsche Alpenstraße bei Scheidegg

Nach Samerberg, Frasdorf, Aschau, Bernau und Grassau kreuzt die Straße bei Marquartstein das Tal der Tiroler Achen und führt durch Unterwössen und über den Masererpass (793 m ü. NN) nach Reit im Winkl. Entlang Weitsee, Mittersee, Lödensee und Förchensee verläuft sie knapp vorbei an Ruhpolding und Inzell nach Schneizlreuth, dann das Saalachtal kreuzend zur Schwarzbachwacht (868 m ü. NN) im Biosphärenreservat Berchtesgaden. Danach führt sie durch Ramsau, mit Blick unter anderen auf den Blaueisgletscher und die weltberühmte Pfarrkirche St. Sebastian, an der Ramsauer Ache entlang, durch das Felsentor, bis nach Berchtesgaden. Von dort verläuft sie nach Süden, bis sie am Königssee endet.
Ihre Gesamtlänge von Lindau bis nach Schönau am Königssee beträgt ca. 484 km.

## Bundesstraßen
Diese Bundesstraßen bzw. Abschnitte von ihnen sind Teil der Deutschen Alpenstraße:
B 2, B 11, B 12, B 13, B 17, B 20, B 23, B 305, B 307, B 308, B 310 und B 472.

## Geschichte
1927 wurde die Straße nach einer Idee von Sanitätsrat August Knorz geschaffen, mit dem Ziel, die Quertäler der Alpen (West-Ost-Richtung) zwischen Bodensee und Königssee durch einen fest definierten Straßenzug entlang der Bayerischen Alpen zu verbinden.
Durch Einbeziehung der geplanten Wallbergstraße in die zu dieser Zeit projektierte Queralpenstraße hoffte der Rottacher Gemeinderat, den Staat am Bau der Wallbergstraße beteiligen zu können. Die gedachte Straßenführung wäre dann von Rottach-Egern, Wallberghaus, Plankensteinsattel, Riedereck, Sutten bis zur Firstalm gegangen. Das Bayerische Staatsministerium des Innern hielt diese Straßenführung für unnötig lang und schrieb am 21. Februar 1934 an den Rottacher Gemeinderat, dass die Queralpenstraße von Rottach-Egern aus über den Kühzagl-Sattel nach Schliersee geführt werden soll.
Die heutige Streckenführung erhielt die Deutsche Alpenstraße in den 1930er Jahren. Sie wurde zum Beispiel in Ramsau bei Berchtesgaden völlig neu trassiert. Die oberste Leitung für die Baumaßnahmen lag bei Fritz Todt. In dieser Zeit sollte die Trasse direkt durch den Gletschergarten Weißbach zwischen Weißbach an der Alpenstraße und Inzell führen. Obwohl bereits mit den Sprengarbeiten begonnen worden war, konnte ein großer Teil des Gletschergartens gerettet werden und ist heute ein beliebtes Ausflugsziel entlang der Alpenstraße.
Das Marketing wird durch den Bayerische Fernwege e. V., Sparte Deutsche Alpenstraße, betrieben. Nach Angaben der Marketingorganisation ist sie die älteste Ferienstraße Deutschlands.